# Мърчаевски манастир
Мърчаевски манастир „Света Троица“ е постоянно действащ девически манастир на Българската православна църква, част от Софийска епархия. Един от около 40-те манастира в Софийската Света гора.
Разположен е в югозападните подстъпи на Витоша, на приблизително 1,5 км югозападно от село Мърчаево. До него се достига по отбивка вляво от пътя между селата Драгичево и Рударци. Манастирският комплекс се състои от църквата „Света Троица“, параклисът „Успение на Свети Йоан Рилски“, параклисът „Света Богородица“, две жилищни сгради, открита трапезария и кладенец.

## История
Няма запазени писмени сведения за историята на манастира, само устни предания. По сведения на игумения Михаила от манастира причината за това е, че местното население искало да предпази манастира от нападения и външни хора.
Според някои предположения, манастирът е основан през Второто българско царство (XII-XIV в.), други го датират към вековете на ранното християнство (IV-V в.). Мястото, на което се издигат манастирските постройки, е било известно като Манастирище и според преданието на същото място действително имало манастир, но през вековете на османското владичество е бил многократно разрушаван. Преданието, че когато обикалял по тези места свети Йоан Рилски се отбивал и нощувал в манастира, датира манастира отпреди IX век.
Манастирът е възстановен в началото на 1970-те години и през 1975 година е отворен за посещения. Според разказите, възстановяването на манастира бил по инициатива на една жена от селото, чийто син се разболял тежко. На детето няколко пъти му се присънвало, че на това място трябва отново да се изгради манастир и посочвал къде трябва да се копаят основите. По думите на игумения Михаила, момчето сънувало, че в манастира трябва да се изградят три храма, но издигната била само църквата „Света Троица“. Красивият ѝ иконостас е дело на дърворезбаря Петър Кушлев.
През 2008 година по инициатива на игумения Михаила е построен параклис „Успение на Свети Йоан Рилски“, осветен на 16 ноември 2008 от Знеполския епископ Йоан, викарий на Софийския митрополит, и протосингела на Софийска епархия архимандрит Григорий. Параклисът е разположен срещу входа на църквата, на няколко метра по-ниско по склона. При ежегодните походи за пренасяне на мощите на Свети Йоан Рилски от Велико Търново до Рилския манастир, Мърчаевският манастир с неговия параклис „Успение на Свети Йоан Рилски“ е една от спирките по маршрута, което се приема от обителта за висша благодат.
През 2021 година е издигнат и третият храм в манастирската обител – параклисът „Света Богородица“ в северозападния край на комплекса.

## Галерия
- Входът на манастира
- Църквата „Света Троица“
- Храмовата икона
- Параклисът „Успение на Свети Йоан Рилски“
- Интериорът на параклиса „Успение на Свети Йоан Рилски“
- Параклисът „Света Богородица“
- Интериорът на параклиса „Света Богородица“